# Приключения Мак-Лейстона, Гарри Руперта и других

Пригоди Мак-Лейстона, Гаррі Руперта та інших. 1925 г.

«Приключения Мак-Лейстона, Гарри Руперта и других» (укр. Пригоди Мак-Лейстона, Гаррі Руперта та інших) — авантюрный роман, написанный украинским советским писателем Майком Йогансеном в 1925 году, под именем вымышленного немецкого прозаика Вилли Вецелиуса.
Автор отличался творческой индивидуальностью. Часто прибегал к экспериментам: совмещал прозу и поэзию в одном произведении. Любил мистификацию. В послесловии к одному их своих произведений он, извинившись перед читателями, объяснял, зачем написано произведение: 

«Нигде не написано, что автор в литературном произведении обязан водить живых людей по декоративным местам. Наоборот, он может попытаться водить декоративных людей по живым и сочным пейзажам».
Авантюрный роман начал печататься впервые в 1925 году, Издавался по частям, каждый раздел — отдельной книгой и содержал примечание: «Перевод А. Г.Г.», предисловие к роману подписано криптонимом «М. К.» — скорее всего от « Михаил Крамар», один из псевдонимов М. Йогансена, производный от девичьей фамилии матери — Крамаревская. Всего вышло 10 выпусков.

## Сюжет
Приключения главных героев романа происходят на суше и на море, в разных странах и на разных континентах, в том числе в Советской Украине.
Книга «Приключения Мак-Лейстона, Гарри Руперта и других» считается первым в украинской литературе произведением в жанре приключенческого романа и первым на Украине бестселлером, в течение 1925 года тираж романа составил 100 000 экземпляров.